# Stadion Fulnek
Stadion Fulnek – stadion piłkarski w mieście Fulnek, w Czechach. Został otwarty w 1947 roku. Może pomieścić 1500 widzów. Swoje spotkania rozgrywają na nim piłkarze klubu Fotbal Fulnek. Zespół ten w latach 2007–2009 występował w II lidze.
W sezonie 2006/2007 swoje spotkania na obiekcie rozgrywali także piłkarze drugoligowego wówczas zespołu Jakubčovice Fotbal.